# Noah Taylor
Noah George Taylor (nascut el 4 de setembre de 1969) és un actor australià d'origen britànic. És conegut sobretot pels seus papers com a adolescent David Helfgott a Shine, Locke a la sèrie de HBO Game of Thrones, Darby Sabini a la sèrie BBC One Peaky Blinders, Mr. Bucket a Charlie i la fàbrica de xocolata i Danny a la pel·lícula de culte australiana He Died with a Felafel in His Hand. Taylor també va interpretar a Adolf Hitler tant a la sèrie de televisió nord-americana Predicador com a la pel·lícula de 2002 Max . El 2023 va interpretar el paper de Dr. Friedrich "Fritz" Pfeffer a A Small Light.

## Primers de la vida
Taylor, gran de dos fills, va néixer a Londres de pares australians, Maggie (de soltera Miller), periodista i editora de llibres, i Paul Taylor, redactor i periodista. Els seus pares van tornar a Austràlia quan ell tenia cinc anys, i va créixer als suburbis de Clifton Hill i St Kilda de Melbourne.
Després d'actuar en obres de teatre al St Martins Youth Arts Centre a South Yarra durant un any, va cridar l'atenció del director John Duigan, que el va seleccionar a la pel·lícula de 1987 The Year My Voice Broke, la primera part d'una trilogia planificada. Taylor també va aparèixer a la seva seqüela, La primera experiència (1991), al costat de Thandiwe Newton amb Nicole Kidman i Naomi Watts en papers secundaris.

## Carrera

### Cinema
Els primers papers de Taylor a la pantalla incloïen interpretar el protagonisme a l'aclamada pel·lícula The Year My Voice Broke i La primera experiència i va guanyar una atenció internacional important interpretant el jove turmentat. el pianista David Helfgott a la pel·lícula de 1996 Shine. El resum de Taylor inclou pel·lícules d'acció (Lara Croft: Tomb Raider i Lara Croft Tomb Raider: The Cradle of Life), comèdies (The Life Aquatic with Steve Zissou), thrillers psicològics (Vanilla Sky i Predestination) i drames històrics (Max, on va interpretar el jove Adolf Hitler.) També va interpretar el paper d'Adolf Hitler a la sèrie d'AMC Preacher.
Taylor va comentar una vegada en una entrevista que estava fart de representar les reminiscències nostàlgiques d'altres persones. Ho ha fet en diverses pel·lícules, com ara The Nostradamus Kid, que es basava en la vida primerenca de l'autor australià Bob Ellis, un jove David Helfgott a Shine, el protagonista de les memòries de John Birmingham He Died with a Felafel in His Hand, i Gairebé famosos, basat en els records de l'escriptor i director de la pel·lícula, Cameron Crowe. Al XXXII Festival Internacional de Cinema Fantàstic de Catalunya va guanyar el Premi al millor actor pel seu paper a Simon Magus.
El 2010 Taylor va protagonitzar el thriller de misteri de Simon Rumley Red White & Blue, que es va estrenar com a part del SXSW Film Festival el març de 2010.

### Televisió
El 2013, Taylor va aparèixer tant a la tercera com a la quarta temporada de la sèrie de fantasia èpica de HBO Game of Thrones, basat en la sèrie de llibres Cançó de gel i foc de George R. R. Martin. En l'adaptació, Taylor interpreta el personatge de Locke, un personatge original de la sèrie de televisió, que serveix com a versió condensada de diversos personatges dels llibres, sobretot el despietat i sàdic líder mercenari Vargo Hoat.

### Aparicions de vídeos musicals
Taylor ha aparegut en un petit nombre de vídeos musicals. Una de les seves primeres actuacions a la pantalla va ser al vídeo de la cançó de Beargarden The Finer Things. Aquest vídeo va ser dirigit per Richard Lowenstein, qui després va triar Taylor en un paper secundari a la pel·lícula Dogs in Space. Molt més tard va aparèixer al vídeo de "Fifteen Feet of Pure White Snow", una cançó de Nick Cave and the Bad Seeds, al costat del vídeo de "M.O.R." del grup britànic de rock alternatiu Blur. També va interpretar al jove Romeo al vídeo "Romeos" d’Alphaville.

### Música
També ha actuat i enregistrat com a músic. L'any 2001 va publicar un àlbum Popular Music for All Peoples sota el nom de 'C.B.M.' (Cardboard Box Man) i el 2011, un EP Live Free or Die!!! com a Noah Taylor & the Sloppy Boys per Z-Man Records.

## Vida personal
Quan no actua, Taylor dibuixa i pinta, i també és un músic consumat, tocant la viola i la trompa francesa quan era un jove adolescent, i la guitarra des dels 16 anys. Toca el piano d'oïda. Ha cantat i tocat la guitarra en diverses de les seves pròpies bandes, com Honky Tonk Angels, Cardboard Box Man, Flipper & Humphrey, Access Axis i The Thirteens, una banda de rock country-western descrita per Taylor com "tres maníacs depressius tocant angoixa i música western per a gent trista". Considera Johnny Cash i Lou Reed com a dos dels artistes que admira.
El 14 de novembre de 2012 es va casar amb Dionne Harris, una dissenyadora de moda australiana. Viu a Brighton, East Sussex.

## Filmografia

### Cinema
| Any  | Títol                                                    | Paper                       | Notes                |
| ---- | -------------------------------------------------------- | --------------------------- | -------------------- |
| 1986 | Dogs in Space                                            | Bowie Fan                   | Llargmetratge        |
| 1986 | Killer Zombies                                           |                             | Curtmetratge         |
| 1987 | The Year My Voice Broke                                  | Danny Embling               | Llargmetratge        |
| 1988 | Dadah is Death (o A Long Way from Home)                  | Andrew Barlow               | Telefilm             |
| 1989 | The Prisoner of St. Petersburg                           | Jack                        | Llargmetratge        |
| 1989 | Lover Boy                                                | Mick                        | Curtmetratge         |
| 1991 | The Last Crop                                            | Craig Sweeney               | Telefilm             |
| 1991 | La primera experiència                                   | Danny Embling               | Llargmetratge        |
| 1991 | Dead to the World                                        | Skip                        | Llargmetratge        |
| 1992 | Road to Alice                                            | Jimmy                       | Curtmetratge         |
| 1992 | Secrets                                                  | Randolf                     | Llargmetratge        |
| 1993 | The Nostradamus Kid                                      | Ken Elkin                   | Llargmetratge        |
| 1993 | Joh's Jury                                               | Brad                        | Telefilm             |
| 1995 | Dad and Dave: On Our Selection                           | Joe Rudd                    | Llargmetratge        |
| 1996 | Shine                                                    | David Helfgott - Adolescent | Llargmetratge        |
| 1997 | True Love and Chaos                                      | Dean                        | Llargmetratge        |
| 1997 | Down Rusty Down                                          | Rusty                       | Curtmetratge         |
| 1998 | Woundings (o Brand New World)                            | Journalist                  | Llargmetratge        |
| 1998 | There's No Fish Food in Heaven (o Life in the Fast Lane) | Jeff                        | Llargmetratge        |
| 1999 | Simon Magus                                              | Simon Magus                 | Llargmetratge        |
| 1999 | The Escort                                               |                             | Llargmetratge        |
| 2000 | The Nine Lives of Tomas Katz                             | Hyde Park Nutter            | Llargmetratge        |
| 2000 | Gairebé famosos                                          | Dick Roswell                | Llargmetratge        |
| 2001 | Lara Croft: Tomb Raider                                  | Bryce                       | Llargmetratge        |
| 2001 | He Died with a Felafel in His Hand                       | Daniel Kirkhope             | Llargmetratge        |
| 2001 | Vanilla Sky                                              | Edmund Ventura              | Llargmetratge        |
| 2002 | Max                                                      | Adolf Hitler                | Llargmetratge        |
| 2003 | The Sleeping Dictionary                                  | Neville Shiperly            | Llargmetratge        |
| 2003 | Lara Croft: Tomb Raider – The Cradle of Life             | Bryce                       | Llargmetratge        |
| 2004 | The Life Aquatic with Steve Zissou                       | Vladimir Wolodarsky         | Llargmetratge        |
| 2005 | Charlie i la fàbrica de xocolata                         | Mr. Bucket                  | Llargmetratge        |
| 2005 | The Proposition                                          | Brian O'Leary               | Llargmetratge        |
| 2005 | El nom món                                               | Selway                      | Llargmetratge        |
| 2008 | Lecture 21                                               | Peters                      | Llargmetratge        |
| 2009 | The New Daughter                                         | Professor Evan White        | Llargmetratge        |
| 2010 | Red White & Blue                                         | Nate                        | Llargmetratge        |
| 2010 | Submarine                                                | Lloyd Tate                  | Llargmetratge        |
| 2011 | Red Dog                                                  | Jack Collins                | Llargmetratge        |
| 2012 | Lawless                                                  | Gummy Walsh                 | Llargmetratge        |
| 2013 | The Double                                               | Harris                      | Llargmetratge        |
| 2013 | Mindscape (o Anna)                                       | Peter Lundgren              | Llargmetratge        |
| 2014 | Predestination                                           | Mr. Robertson               | Llargmetratge        |
| 2014 | Edge of Tomorrow                                         | Dr. Carter                  | Llargmetratge        |
| 2014 | Lost in Karastan                                         | Xan Butler                  | Llargmetratge        |
| 2014 | Maya the Bee Movie                                       | Crawley (veu)               | Llargmetratge animat |
| 2016 | The Windmill Massacre (o The Windmill)                   | Nicholas Cooper             | Llargmetratge        |
| 2016 | Free Fire                                                | Gordon                      | Llargmetratge        |
| 2017 | Paddington 2                                             | Phibs                       | Llargmetratge        |
| 2018 | Skyscraper                                               | Mr. Pierce                  | Llargmetratge        |
| 2020 | The Menkoff Method                                       | Max Menkoff                 | Llargmetratge        |

### Televisió
| Any     | Títol                    | Paper                          | Notes                                            |
| ------- | ------------------------ | ------------------------------ | ------------------------------------------------ |
| 1987    | Frontier                 | Convict George Anderson        | Minisèrie, 3 episodis                            |
| 1989    | Dolphin Cove             | Convict                        | Sèrie de televisió, 1 episodi                    |
| 1989    | Bangkok Hilton           | Billy Engels                   | Minisèrie, 2 episodis                            |
| 1990    | A Country Practice       | Tony Waterson                  | Sèrie de televisió, episodi: "Glittering Prizes" |
| 1991    | Boys from the Bush       | Vince                          | Sèrie de televisió, episodi: "Multi Culture"     |
| 1991    | Inspector Morse          | Dave Harding                   | Sèrie de televisió, episodi: "Promised Land"     |
| 1993    | G.P.                     | Dr. Martin Lloyd               | Sèrie de televisió, episodi: "Infected"          |
| 1997    | Water Rats               | Ronny Jefferson                | Sèrie de televisió, episodi: "The Witness"       |
| 2010    | Rake                     | Stanley Shrimpton              | Sèrie de televisió, episodi: "R vs Lorton"       |
| 2012    | The Borgias              | Mortician                      | Sèrie de televisió, 2 episodis                   |
| 2012    | Hatfields & McCoys       | Lark Varney                    | Minisèrie, 2 episodis                            |
| 2013–14 | Game of Thrones          | Locke                          | Sèrie de televisió, 8 episodis                   |
| 2014    | Peaky Blinders           | Darby Sabini                   | Sèrie de televisió, 6 episodis                   |
| 2015    | Powers                   | Johnny Royalle                 | Sèrie de televisió, 10 episodis                  |
| 2015    | And Then There Were None | Thomas Rogers                  | Minisèrie, 2 episodis                            |
| 2016    | Deep Water               |                                | Minisèrie, 4 episodis                            |
| 2017–19 | Preacher                 | Adolf Hitler (paper principal) | Sèrie de televisió, seasons 2–4                  |
| 2019    | Hanna                    | Dr. Roland Kunek               | Sèrie de televisió, 3 episodis                   |
| 2023    | Foundation               | Hetman                         | Sèrie de televisió                               |
| 2023    | A Small Light            | Fritz Pfeffer (pape recurrent) | Minisèrie, 6 episodis                            |
| TBA     | So Long, Marianne        | George Johnston                | Sèrie de televisió                               |

### Vídeos musicals
| Any  | Títol                           | Artista                     | Paper           |
| ---- | ------------------------------- | --------------------------- | --------------- |
| 1989 | Romeos                          | Alphaville                  | Romeo           |
| 1997 | M.O.R.                          | Blur                        | Truck Passenger |
| 2001 | Fifteen Feet of Pure White Snow | Nick Cave and the Bad Seeds | Dansaire        |

## Música
| Any  | Títol                         | Artista                       | Tipus              |
| ---- | ----------------------------- | ----------------------------- | ------------------ |
| 2001 | Popular Music for All Peoples | 'C.B.M.' (Cardboard Box Man)  | Àlbum              |
| 2011 | Live Free or Die!!!           | Noah Taylor & the Sloppy Boys | EP a Z-Man Records |